# 陳翹英
陳翹英（英語：Chan Kiu Ying，1951年—），香港電視劇及電影編劇，素有“香港第一編劇”之稱。他於1970年代踏足電視圈，1980年代中期集中於電影圈發展事業，後來重返電視界。

## 背景
陳翹英在中國內地出生，7歲之前在家鄉廣東新會生活，7歲時落戶九龍旺角塘尾道一帶唐樓，家有幾兄弟姊妹（排行第2）。他小時候時常收聽李我、鄧寄塵等人聲演的廣播劇，亦喜歡自編自演廣播劇。基於知道自己的聲線不夠清脆，所以沒有打算應徵電台工作。雖然他讀書成績一般，另一方面於求學時期已活躍於參與文化運動。除了租借《中國學生周報》外，他在1960年代加入由神父尹雅白為了鼓勵青年寫作而成立的香港青年筆會，同期至1971年7月與黎廷瑤、龐繼民、洪朝宗等人出版文學創作月刊《文社綫》。後來認識了岑建勳之後，一便與對方一起編輯《70年代雙周刊》。
當陳翹英完成中學課程未幾，他到香港珠海學院修讀了新聞及傳播學系文憑兩年。但受喜歡電影的興趣驅使下，他於是選擇到法國阿爾及利亞人聚居的鄉郊城市留學1年（任職餐館洗碗工人），輾轉於1974年再到日本過工作假期生活（當保齡球瓶整理員半年，曾在香港日本文化協會學習初級日語），繼而於1975年至1977年間回港到尖沙咀金馬倫道任職影視雜誌《銀色世界》助理編輯。此前他曾與一群志同道合的人如後為議員的梁耀忠一起組織社會運動，令他放棄逗留在法國讀電影的念頭。及至1977年，陳翹英以一則笑話作品被劉天賜選中加入無綫電視編劇訓練班（與何麗全為同學），自此接觸香港電視業。陳翹英在電視台創作發展部工作初年，負責為綜合節目《歡樂今宵》的小品劇撰台本。1979年獲賞識調至戲劇組累積經驗。當時他被安排編訂劇集《奮鬥》的劇本，逐漸得到機會開始編寫更多劇本。另外，碰巧無綫電視其時需要人才，他便獲擢升為編審，職責在於以流水作業方式替編劇完成劇本）。
從1979年至1983年，陳翹英創作及編寫了長篇電視劇《上海灘》、《射鵰英雄傳》等多部極受歡迎電視劇。期間劉天賜認為電視潮流出現變化，逐指示幾位編劇，包括陳翹英在內，每人跟進一部中篇劇集（自此無綫電視開始推出中篇劇集）。結果在收視理想的情況下，陳翹英因而晉升為無綫電視戲劇組創作主任。不過籌備《射鵰英雄傳》首20集劇本時，他改動了太多原著劇情，由此引起金庸不滿和投訴，並被調離該劇劇組。而後他於1985年4月離開無綫電視，且應岑建勳邀請加入香港德寶電影公司任創作總監/創作部經理，同時主持德寶舉辦的編劇訓練班。陳翹英之所以不再留在無綫電視，主要因為當年他已屆而立之年，考慮到自己不想一直在電視台做到退休為止，加上有意達成未完成的電影夢想，最終推動他決定接受岑氏邀請。
儘管他嚐到製作電影的滋味，礙於他明白他沒有當導演的決斷力，個性上也不喜歡集體創作文化，即一群製作人一起構思一部電影，這促使他不再把事業重心放在電影界。至1987年離開公司後，他繼續遊走影視圈。1987年至1997年應足球球友、製作部副總裁勞瀚貽邀請出任亞洲電視創作組製作經理/總監（主理劇集製作，兼管綜藝節目），策劃了《勝者為王》、《再見艷陽天》、《今日睇真D》等節目。到了2000年，陳翹英與導演陳木勝合組「Monster. Pictures Entertainment Co. Ltd.」。不過由於公司推出的作品《願望樹》票房欠佳，「Monster Pictures Entertainment Co. Ltd.」隨後於2003年結業。之後陳翹英由2002年起與中國內地單位合作，製作電視劇集。他現時以自由身身份創作，又會參與培訓編劇新人項目，如香港青年協會賽馬會Media 21媒體空間主辦的「編劇大師接班人」計劃。至2020年代往後，陳翹英意識到中國內地的電視製作文化有所改變，包括要用劇本求取合約、製作過程細節複雜等等，令他重返香港娛樂市場。
除此之外，陳翹英曾於1993年至1997年擔任兩屆香港電影編劇家協會副會長（學術發展），2016年開始擔任了兩屆「編劇大師接班人」活動導師。

## 編劇／編審／監製作品

### 電視劇（無綫電視）
- 1978年 奮鬥 劇本編訂
- 1978年 第一次 編劇（單元〈應召女郎〉）
- 1978年 兩公婆 編劇
- 1978年 甜姐兒 編劇（第7集）
- 1979年 難兄難弟 劇本審閱（第6、7集）
- 1979年 左鄰右里 編劇
- 1979年 落難天使 編審
- 1979年 女人三十 編劇（單元〈主婦〉）
- 1979年 楚留香 編劇
- 1979年 名劍風流 編劇
- 1980年 仁者無敵 編審
- 1980年 鹽梟 編劇
- 1980年 輪流傳 編審（與吳昊合作）
- 1980年 上海灘 編審及編劇
- 1981年 過客 編劇及編審
- 1981年 烽火飛花 編審及編劇
- 1981年 紅顏 編劇
- 1981年 千王群英會 編劇
- 1982年 過山車 編審及編劇
- 1982年 活力十一 編審
- 1982年 十三太保 劇本審閱
- 1982年 香港八二 編審
- 1982年 妙手神偷 編審及編劇
- 1982年 二人三足 編審（與李艷萍合作）
- 1982年 男子漢 編審
- 1982年 將軍抽車 編審
- 1983年 射鵰英雄傳 編審（與張華標合作）
- 1983年 自成一格 編審
- 1983年 夜驚魂（於歡樂今宵內播映之短劇，單元〈拆鬼〉、〈影子〉）
- 1983年 勇者福星 編審（與吳平合作）
- 1984年 碧血洗銀槍 編審
- 1985年 廉政先鋒 編劇（第4、5集 單元〈獵虎行動〉）
- 2004年 廉政行動2004 編劇（單元二〈不一樣的賭注〉）
- 2021年 智能愛人 編審及監製（與梁崇勳合作）
- 2024年 香港人在北京 編審
- 待播 選美的12夜 編劇及監製

### 電視劇（亞洲電視）
- 2007年 霍元甲 編劇

### 電視劇（ViuTV）
- 2019年 理想國 編審及監製（與譚惠貞合作）
- 2023年 極度俏郎君 編審及監製（與梁崇勳合作）

### 電視劇（中國內地/台灣）
- 2002年 藍色水玲瓏 導演（民間全民電視公司）
- 2008年 母儀天下 編劇（廣東電視台、中國國際電視總公司和北京亞環影音製作）
- 2012年 代號九耳犬 編劇（世紀長龍影視、海寧獅門影業）
- 2015年 18層大飯店 編劇（東方衛視）
- 2020年 京港愛情故事 編劇（與魯曉威合編、天津春天影業）

### 電影
編劇
- 1979年 點指兵兵
- 1981年 煲車
- 1982年 巡城馬
- 1982年 花劫
- 1982年 大鱷
- 1982年 八十二家房客
- 1983年 百厭妹
- 1986年 奪寶計上計
- 1987年 歡樂五人組
- 1987年 江湖正傳
- 1988年 虎穴奇兵
- 1988年 情義心
- 1988年 皇家師姐III雌雄大盜
- 1990年 血洗洪花亭
- 1990年 沉底鱷續集
- 1991年 魔畫情
- 1993年 廉政第一擊
- 2000年 特警新人類2
- 2001年 願望樹

編審
- 1988年 魔債（電視電影、無綫電視）

顧問
- 2016年 危城

策劃
- 1985年 聖誕奇遇結良緣
- 1986年 奪寶計上計
- 1986年 皇家戰士
- 1987年 歡樂五人組
- 1988年 情義心

### 綜藝節目
- 1977年至1979年 歡樂今宵（編劇、無綫電視）
- 2003年 天才GO GO GO（撰稿、中華電視公司）

## 演出作品
- 1986年 奪寶計上計
- 1994年 記得...香蕉成熟時II初戀情人 飾 中學校長

## 著作
- 2002 《坐下》明窗出版社　ISBN 9789629735807

## 外部連結
- 陳翹英在香港影庫上的簡介
- 香港電影編劇家協會 - 陳翹英
- 陳翹英．坐下來 （页面存档备份，存于） 明周 - 陳翹英專欄